# Мурадова, Ольга Петровна
Ольга Петровна Мурадова (1928 год, село Дагва, АССР Аджаристан, ССР Грузия — 17 июня 2017 года, Верия, Греция) — колхозница колхоза имени Ворошилова Дагвинского сельсовета Кобулетского района Аджарской АССР, Грузинская ССР. Герой Социалистического Труда (1949).

## Биография
Родилась в 1928 году в крестьянской семье в селе Дагва Аджарской АССР. Окончила местную начальную сельскую школу. Трудиться начала в послевоенные годы на чайной плантации в колхозе имени Ворошилова, председателем которого с 1933 года был Христо Лавасас.
В 1948 году собрала 6365 килограмм сортового зелёного чайного листа на участке площадью 0,5 гектара. Указом Президиума Верховного Совета СССР от 29 августа 1949 года удостоена звания Героя Социалистического Труда за «получение высоких урожаев сортового зелёного чайного листа и цитрусовых плодов в 1948 году» с вручением ордена Ленина и золотой медали «Серп и Молот» (№ 4663).
Этим же указом званием Героя Социалистического Труда были награждены председатель колхоза Христо Елефтерович Лавасас и одиннадцать тружеников колхоза, в том числе агроном Герасим Панаётович Андреади, звеньевые Перикли Лукич Каситериди, Лазарь Диитриевич Кимициди, Стилиан Иванович Салвариди, колхозники Феофиолакт Христофорович Неаниди, Калиопи Анестиевна Павлиди, Елена Христовна Каситериди, Анести Христофорович Мурадов,София Дмитриевна Симвулиди, Хатиджа Мамудовна Эминадзе.
За выдающиеся трудовые достижения по итогам 1950 года была награждена вторым Орденом Ленина.
В 2000 году эмигрировала в Грецию. Проживала в городе Верия, где скончалась в июне 2017 года.
Награды
- Герой Социалистического Труда
- Орден Ленина — дважды (1949; 01.09.1951)